# Илија Филиповић
Илија Филиповић (Рудна Глава код Мајданпека, 1944) јесте српски вајар наивне уметности.